# Ananda Mikola
Ananda Mikola (Jacarta, 27 de abril de 1980) é um automobilista indonésio.
É considerado o primeiro piloto indonésio reconhecido internacionalmente, pois correu na antiga Fórmula 3000 entre 2000 e 2001, sem resultados expressivos, pelas equipes WRT e Astromega. Em corridas, seu melhor resultado resultou-se em apenas dois décimos-quintos lugares, nas provas de Silverstone e A1-Ring. Também correu em provas de Fórmula Asia, Fórmula 3 italiana, Fórmula 3000 italiana (atual Auto GP), Fórmula 3 da Europa Central, World Series Light (chegou a correr com patrocínio do Milan em seu carro), Fórmula 3 Asiática, Fórmula Asia V6 by Renault, Speedcar Series e Superstars Series, onde competiu em 2012. Participou, também, da A1 Grand Prix entre 2005 e 2007.
Ananda Mikola é irmão de outro automobilista indonésio, Moreno Suprapto.